# Parafia Matki Bożej Anielskiej w Nowej Wsi Grodziskiej
Parafia Matki Bożej Anielskiej w Nowej Wsi Grodziskiej – parafia rzymskokatolicka w dekanacie Złotoryja, w diecezji legnickiej.